# Piano Man (альбом Mamamoo)
Piano Man (с англ. — «Пианист») — второй мини-альбом южнокорейской гёрл-группы MAMAMOO. Был выпущен 21 ноября 2014 года лэйблом WA Entertainment и распространен CJ E&M Music. Он содержит две песни с тем же названием и «Gentleman», сотрудничество с Esna. В музыкальном плане альбом вдохновлен ретро, а заглавный трек был описан как электронная танцевальная песня.

## Релиз и коммерческий успех
5 ноября 2014 года Mamamoo объявили, что новый альбом будет выпущен позже в этом месяце. Их второй мини-альбом, Piano Man, первоначально планировался к выпуску 20 ноября, но релиз был отложен на один день, потому что музыкальное видео не было готово вовремя. Цифровой альбом и сопровождающее его музыкальное видео были выпущены 21 ноября, а CD-версия была выпущена 1 декабря. Альбом вошел в альбомный чарт Gaon под номером восемь в первую неделю декабря и продал 1,701 единиц в течение месяца. Заглавный трек вошел в цифровую диаграмму Gaon под номером 87 и достиг максимума под номером 41 на следующей неделе. Альбом вновь вошел в альбомный чарт Gaon под номером 17 в ноябре 2015 года после того, как Mamamoo завоевали общественное внимание своей победой на Immortal Songs: Singing the Legend.

## Композиция и промоушен
Обе песни на альбоме были написаны Ким Эаной и спродюсирован Ким До Хуном и Эсной. «Piano Man» — это ретро-электронная танцевальная песня с ритмичной фортепианной мелодией и медными инструментами. Лирически речь идет о женщине, влюбившейся с первого взгляда в пианиста. «Gentleman» также вдохновлён ретро латунными инструментами и рассказывает о группе друзей-женщин, встречающихся в кафе, чтобы обсудить своих идеальных мужчин. Альбом также включает фортепианную версию и инструментал «Piano Man».
Музыкальное видео для Piano Man снял брат певицы Боы Квон Сун-Ук из компании по производству видео Metaoloz. Он имеет ретро-стиль, напоминающий 1960-е и 1970-е годы, и в основном в черно-белом цвете, используемым для акцента. Действие происходит в джаз-баре и показывает Гончана из B1A4, одетый в тренч и фетровую шляпу, как «пианист». Участницы Mamamoo играют певицу, бармена, бизнесвумен и танцовщицу, которые пытаются соблазнить пианиста.
Mamamoo продвигали альбом с выступлениями «Piano Man» на различных музыкальных телешоу. Песня была впервые исполнена на шоу The Show 18 ноября, за три дня до даты релиза альбома. Они исполнили ремикс-версию на нескольких специальных мероприятиях в конце года, в том числе на Music Bank и Show! Music Core. Они также исполнили песню на Gaon Chart K-Pop Awards в январе 2015 года, где они были признаны новым исполнителем года.

## Трек-лист
Все тексты написаны Ким Эсной, вся музыка написана Ким До Хун и Эсна, и аранжировка Ким До Хун.
| №                   | Название                    | Длительность |
| ------------------- | --------------------------- | ------------ |
| 1.                  | «Piano Man»                 | 3:15         |
| 2.                  | «Gentleman» (with Esna)     | 3:40         |
| 3.                  | «Love Lane» (CD Only)       | 3:21         |
| 4.                  | «Piano Man» (Piano version) | 3:15         |
| 5.                  | «Piano Man» (Instrumental)  | 3:17         |
| Общая длительность: | Общая длительность:         | 13:27        |

## Чарты
| Чарты (2014)               | Пиковые позиции |
| -------------------------- | --------------- |
| South Korean Albums (Gaon) | 8               |